# Thierry Dushimirimana
Thierry Dushimirimana est un photographe et cinéaste rwandais.  

## Biographie
Dans A Love Letter to My Country (2006), un survivant tutsi tombe amoureux d'un Hutu d'une famille impliquée dans le génocide contre les Tutsi. Le film a été projeté dans plusieurs festivals de films internationaux, dont le Tribeca Film Festival de New York en 2011. 
Il a collaboré avec Eric Kabera, travaillant avec lui en tant que directeur de la photographie sur le documentaire de 2010 de Juan Reina, Iseta - behind the roadblock, qui a suivi le journaliste britannique Nick Hughes revenant pour en savoir plus sur le meurtre qu'il avait photographié à Gikondo en 1994.

## Récompenses et distinctions
- (en) Thierry Dushimirimana: Awards, sur l'Internet Movie Database